# لی فنگ-یینگ
لی فنگ-یینگ (انگلیسی: Li Feng-ying؛ زادهٔ ۲۳ ژانویهٔ ۱۹۷۵) وزنه‌بردار سابق اهل تایوان است.